# Mitius enatus
Mitius enatus är en insektsart som beskrevs av Andrej Vasiljevitj Gorochov 1994. Mitius enatus ingår i släktet Mitius och familjen syrsor. Inga underarter finns listade i Catalogue of Life.